# Peccania tiruncula
Peccania tiruncula är en lavart som först beskrevs av William Nylander och fick sitt nu gällande namn av Henssen. 
Peccania tiruncula ingår i släktet Peccania och familjen Lichinaceae. Inga underarter finns listade i Catalogue of Life.